# Ducato di Holstein
Il Ducato di Holstein fu uno stato del Sacro Romano Impero dipendente formalmente dalla Danimarca che lo creò e lo detenne per quasi tre secoli come feudo in Germania. Il ducato cessò di esistere quando nel 1866 venne annesso alla Prussia dopo la Seconda guerra dello Schleswig.

## Storia

### La fondazione
Adolfo VIII, ultimo conte di Holstein-Rendsburg e duca di Schleswig era morto senza eredi nel 1459. Dal momento che lo Schleswig era stato feudo della corona danese esso tornò nelle mani di Cristiano I di Danimarca che, vantando personalmente di essere nipote di Adolfo, riuscì ad entrare in possesso anche dell'Holstein. Egli venne appoggiato in quest'operazione della nobiltà locale che supportò e continuò l'amministrazione di entrambe le aree e dal 1460 Cristiano I, sulla base del Trattato di Ribe si proclamò nuovo conte di Holstein. Questo avvenne malgrado la parte della contea a sud del fiume Eider rimanesse un sottofeudo del ducato di Sassonia-Lauenburg, essa stessa parte del Sacro Romano Impero. Nel 1475 l'imperatore Federico III elevò Cristiano al rango di duca di Holstein, concedendogli anche l'immediatezza imperiale.

### Divisione
Nel 1544, i ducati di Schleswig e Holstein, vennero divisi in tre parti tra il nipote di Cristiano, Cristiano III di Danimarca e i suoi più giovani fratellastri in cambio della loro rinuncia a salire al trono danese:
- La parte reale, retta da Cristiano III e dai suoi successori (coincidenti coi re di Danimarca). Dal 1648 la parte reale dello Schleswig e dell'Holstein venne amministrata dalla città di Glückstadt e divenne pertanto nota col nome di ducato di Schleswig-Holstein-Glückstadt. Prima del 1773 il territorio dell'Holstein consisteva delle seguenti divisioni amministrative: Rendsburg, Dithmarschen meridionale, Steinburg, Segeberg e Plön.
- Il ducato di Schleswig-Holstein-Haderslev, retto dal duca Giovanni il Vecchio. Hans non ebbe figli ed alla sua morte nel 1580 i suoi territori vennero equamente divisi tra gli altri due fratelli.
- Il ducato di Schleswig-Holstein-Gottorp, retto dal duca Adolfo e dai suoi successori.

Gran parte del ducato di Holstein amministrato dai duchi di Holstein-Glückstadt e da quelli di Holstein-Gottorp, inoltre, era concentrato sulla costa del Mar Baltico.
Nel 1640 la casata regnante della contea di Holstein-Pinneberg si estinse e come tale questa contea venne annessa alla parte reale del ducato di Holstein.

### La riunificazione

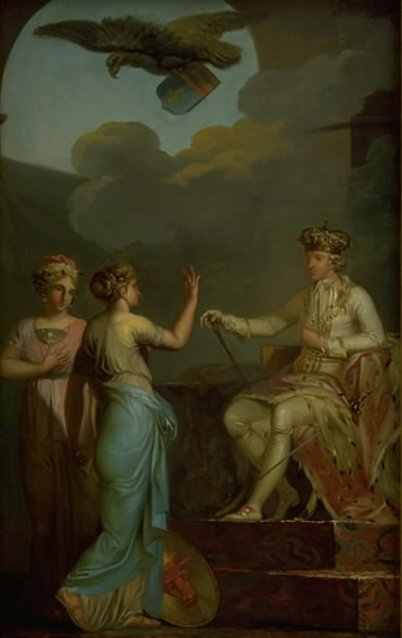
Dipinto allegorico di Cristiano VII di Danimarca nell'atto di unire la parte reale e quella ducale dell'Holstein, ritratto di Nicolai Abildgaard.

Nel 1713, gli stati dei duchi di Schleswig-Holstein-Gottorp nello Schleswig tra i quali spiccava il Castello di Gottorf vennero conquistati dalle truppe reali danesi nel corso della Grande guerra del Nord e nel 1720 il Trattato di Frederiksborg stabilì che il duca Carlo Federico di Schleswig-Holstein-Gottorp dovesse cedere il suo privilegio di dominio alla corona danese.
I territori rimasti indipendenti formarono il ducato di Holstein-Gottorp amministrato da Kiel. Nel 1773 il nipote di Carlo Federico, Paolo I di Russia, cedette anche questa parte di domini al re di Danimarca in cambio della Contea di Oldenburg e dell'Holstein uniti in un singolo stato.
Con la dissoluzione del Sacro Romano Impero nel 1806 il ducato di Holstein ottenne piena sovranità territoriale e venne svincolato dall'infeudazione tradizionale all'Imperatore.
Dopo il Congresso di Vienna del 1815 il ducato di Holstein divenne membro della Confederazione germanica il che portò a non pochi conflitti ed alla cosiddetta Questione dello Schleswig-Holstein. La Danimarca era intenzionata a difendere il proprio diritto di dominio sull'Holstein con la Prima guerra dello Schleswig del 1848-51 contro le pretese del Regno di Prussia, ma quando nel corso della Seconda guerra dello Schleswig nel 1864 le truppe prussiane e austriache attraversarono il fiume Eider e conquistarono lo Schleswig, Cristiano IX di Danimarca dovette rinunciare ad entrambi i ducati con il Trattato di Vienna di quell'anno. L'Holstein venne posto sotto l'amministrazione austriaca sino allo scoppio della Guerra austro-prussiana che infine permise al territorio di essere annesso alla Prussia dal 1866.

## Duchi di Holstein (anche Re di Danimarca)
- 1474-1481: Cristiano I
- 1481-1513: Giovanni
- 1513-1523: Cristiano II
- 1523-1533: Federico I
- 1534-1559: Cristiano III (dal 1544 solo formalmente)
- 1559-1588: Federico II
- 1588-1648: Cristiano IV
- 1648-1670: Federico III
- 1670-1699: Cristiano V
- 1699-1730: Federico IV
- 1730-1746: Cristiano VI
- 1746-1766: Federico V
- 1766-1808: Cristiano VII (dal 1773 effettivo duca di tutto l'Holstein)
- 1808-1839: Federico VI
- 1839-1848: Cristiano VIII
- 1848-1863: Federico VII
- 1863-1866: Cristiano IX

## Elenco degli statholders di Holstein
Il re danese, nelle sue funzioni di duca di Holstein e di Schleswig, nominava degli statholders (in tedesco: Statthalter) a rappresentarlo nei due ducati:
- 1523/45–1550: Johan Rantzau
- 1550–1556: Conte Bertram von Ahlefeldt
- 1556–1598: Heinrich Rantzau
- 1598–1600: vacante (?)
- 1600–1627: Geerd Rantzau (1558–1627)[1]
- 1627–1647: vacante[1]
- 1647–1648: Principe Federico di Danimarca[1]
- 1648–1663: Christian zu Rantzau
- 1663–1685: Friedrich von Ahlefeldt, conte di Langeland (1623–1686), vice-statholder dal 1660
- 1685–1697: Detlev zu Rantzau (1644-1697)
- 1697–1708: Friedrich von Ahlefeldt, conte di Langeland (1662–1708), vice-statholder dal 1686
- 1708–1722: Carl von Ahlefeldt, conte di Langeland (1708–1722)
- 1722–1730: ?
- 1730–1731: Margravio Carlo Augusto di Brandeburgo-Kulmbach (1663–1731), zio del successore
- 1731–1762: Margravio Federico Ernesto di Brandeburgo-Kulmbach (1703–1762), cognato del re Cristiano VI
- 1762–1768: Conte Friedrich Ludwig von Ahlefeldt-Dehn (1697–1771)
- 1768–1836: Principe Carlo d'Assia-Kassel
- 1836–1842: Principe Federico d'Assia-Kassel
- 1842–1851: Principe Federico di Schleswig-Holstein-Sonderburg-Augustenburg
- 1851–1864: Christian zu Rantzau?